# 천호선
천호선(千皓宣, 1962년 9월 10일 ~ )은 대한민국의 정치인이다.

## 주요 이력
노무현 대통령 청와대 국정상황실장, 행정관 겸 대변인, 홍보수석비서관 등의 요직을 두루 역임한 바 있으며, 2015년 7월까지 정의당 대표직을 맡았다.

## 학력
- 환일고등학교
- 연세대학교 사회학과

## 경력
- 1991년 ~ 1992년: 노무현 의원 비서관
- 1992년 ~ 1994년: 유인태 의원 보좌관
- 1994년: 지방자치실무연구소 연구원
- 1996년: 통합민주당 교육연수국 국장
- 1998년: 송파구청 구정연구단 실장
- 1999년: 한국의미래 제3의힘 운영위원
- 2001년: Votekorea 대표
- 2002년: 새천년민주당 당무위원 겸 부대변인
- 2002년: 선거대책위원회 인터넷선거기획실 실장
- 2003년 1월 ~ 2003년 2월: 대통령직인수위원회 국민참여센터 전문위원
- 2003년 2월 ~ 2003년 8월: 대통령비서실 국민참여수석실 참여기획비서관
- 2003년 5월 ~ 2003년 5월: 대통령비서실 제도개선팀장 겸임
- 2003년 8월 ~ 2004년 2월: 대통령비서실 정무수석실 정무기획비서관 겸 정무팀장
- 2004년 2월 ~ 2005년 1월: 대통령비서실 의전비서관 겸 행사의전팀장
- 2005년 1월 ~ 2005년 8월: 대통령비서실 국정상황실 실장
- 2005년 8월 ~ 2006년 8월: 대통령비서실 의전비서관
- 2006년 12월 ~ 2007년 3월: 열린우리당 당무위원 겸 특임위원
- 2007년 4월 ~ 2008년 2월: 대통령비서실 대변인
- 2007년 12월 ~ 2008년 2월: 대통령비서실 홍보수석비서관 겸임
- 2009년 11월 ~ 2011년 3월: 국민참여당 당무위원 겸 동당 서울특별시당 위원장
- 2010년 1월 ~ 2011년 3월: 국민참여당 최고위원 겸 당무위원
- 2010년 7월 28일: 국회의원 재 · 보궐 선거(서울특별시 은평구 을)
- 2011년 12월 ~ 2012년: 통합진보당 당무위원 겸 대변인
- 2012년 10월 ~ 2013년: 진보정의당 당무위원 겸 대선기획단장 / 진보정의당 중앙운영위원
- 노무현재단 상임운영위원
- 2013년 7월 ~ 2015년 7월 : 정의당 대표
- 2015년 7월 : 정의당 상임고문 겸 최고위원
- 노무현재단 이사
- 노무현시민학교장
- 노무현리더십학교장
- 노무현시민센터 건립추진위원장
- 새로운 시민참여 진보정당 추진을 위한 제안준비모임 운영위원
- 사회민주당 사무총장
- 사회민주당 후원회장

## 정계 입문
학생운동시절 활동을 함께했던 권태홍의 설득으로 국민참여당 창당기획에 참여하게 되었다. 창당 후 당 최고위원으로 선출되었다. 그리고 2010년 7월 28일 재보선에 서울특별시 은평구을 지역에 공천되어 출마하였으나 민주당과의 야권 단일화를 위한 여론조사에서 장상후보에 패해 사퇴하였다.
2012년 제19대 총선에서 통합진보당 후보로 다시 나왔지만 새누리당 이재오 후보에게 1.1%포인트의 득표 차이로 석패하였다.

## 역대 선거 결과
|  | 0% |

|  | 48.37% |

|  | 0% |

## 참고 자료
- 천호선 트위터
- 천호선 블로그
- 천호선 페이스북